# 湊山公園
湊山公園（みなとやまこうえん）は、鳥取県米子市西町にある都市計画公園。以前の名称から錦公園ともいう。公園の一部である米子城跡は国の史跡に指定されている。国土交通省の都市公園の分類においては都市基幹公園の総合公園に分類されている。
中海湖畔にある公園で、米子市における中央公園の機能を持っており、市民の憩いの場となっている。

## 歴史

### 江戸期
元々は中海の沿岸部であり、米子城が築城された当時、現在の公園内にある清洞寺岩は亀島と言われていた。その亀島に米子藩主加藤貞泰が光泰の供養のために曹渓院を建立した。池田家の城預かり池田由成の時代には海禅寺を建立し2基の五輪塔を立てた。海禅寺は後に自分手政治を行う荒尾氏によって禅源寺と改められ、荒尾氏の菩提寺となったが、洪水により博労町へ移転し、了春寺となった。江戸期には断続的に埋め立てが行われており、中海に突き出す形で当時の海岸線と亀島を繋げていた。禅源寺跡地は荒尾家重臣村河氏によって江尾より清洞寺が移転され村河氏の菩提寺となったが、明治期には衰退し廃寺となった。

### 明治・大正・昭和初期
明治中期までにはかなりの範囲が埋め立てられ清洞寺岩周辺は田んぼとなっていた。明治37年1月に西伯郡が3170坪のを総工費9840円で公園として整備することを決定し、2年後の明治39年12月に竣工した。錦公園（米子公園）と命名された。その際、明治40年に皇太子山陰行啓が行われることから、御旅館となる鳳翔閣と隣接地に近習の宿泊施設として公会堂が公園内に新設された。皇太子手植えの松は湊山公園内に移植され、石碑と共に現存している。鳳翔閣前の広場に植えられていたソテツも移植され現存している。皇太子行啓の際に米子駅から鳳翔閣までの道路が整備され、「記念道路」という名称で呼ばれていた。
大正12年に郡制廃止に伴い米子町へ経営が移行された。大正14年には拡張工事が行われることとなった。このころから桜の名所となっており、他にも柳やつつじなどが多数植えられていた。昭和2年に市制実施された際にその記念として噴水が整備された。真ん中には鯉の銅像があり、口から水が噴き出る構造となっていた。鯉の銅像は現在でも米子市児童文化センター前にて保存されている。
中海沿いには漕艇場が設けられ公園の堤防をスタンドとして市民がレースを見物するのが風物詩となっていた。また、ここを練習拠点としていた米子中学校が十数回の全国制覇をするなどの活躍をしたため、漕艇は米子の市民スポーツとなっていった。
この頃米子市内のいくつかの場所を公園として定めているが、計画的に整備された既設公園はこの錦公園のみであり、残りは自然緑地などを公園として指定したものであった。その中には湊山と飯山の範囲を湊山公園と称していたものがあった。

### 戦後期以降
昭和26年3月31日に都市計画法（旧法）に基づいて錦公園と湊山および後藤グラウンド（のちの湊山球場）を合わせて湊山公園と命名されることとなった。その後、市の中心となる大規模都市公園（いわゆるセントラルパーク）の必要性や市の施設用地の確保などのため、昭和46年度より清洞寺岩から出山を結ぶ中海を埋め立てることとなった。その際に老朽化していた鳳翔閣と公会堂は取り壊された。その後、一部は隣接している鳥取大学医学部附属病院の用地となった。昭和51年より多くの施設の整備が開始され、現在の湊山公園の形となっている。

## 現在の湊山公園
米子城跡の範囲に関しては米子城を、旧湊山球場の範囲に関しては米子市営湊山球場を参照。

### 米子市児童文化センター
昭和58年に完成した児童文化施設。事業費は7億1700万円。米子市青年会議所が県立米子図書館内に設置した児童文庫をルーツとし、児童図書室を始めとして、多目的ホールやプラネタリウム、天体観測室などが設置され、小学生の文化活動の中心的役割を担っている。また、クラブ活動も盛んにおこなわれており、鳥取県内のさまざまなジャンルの専門家が半期もしくは通年の期間指導をしている。

### 日本庭園

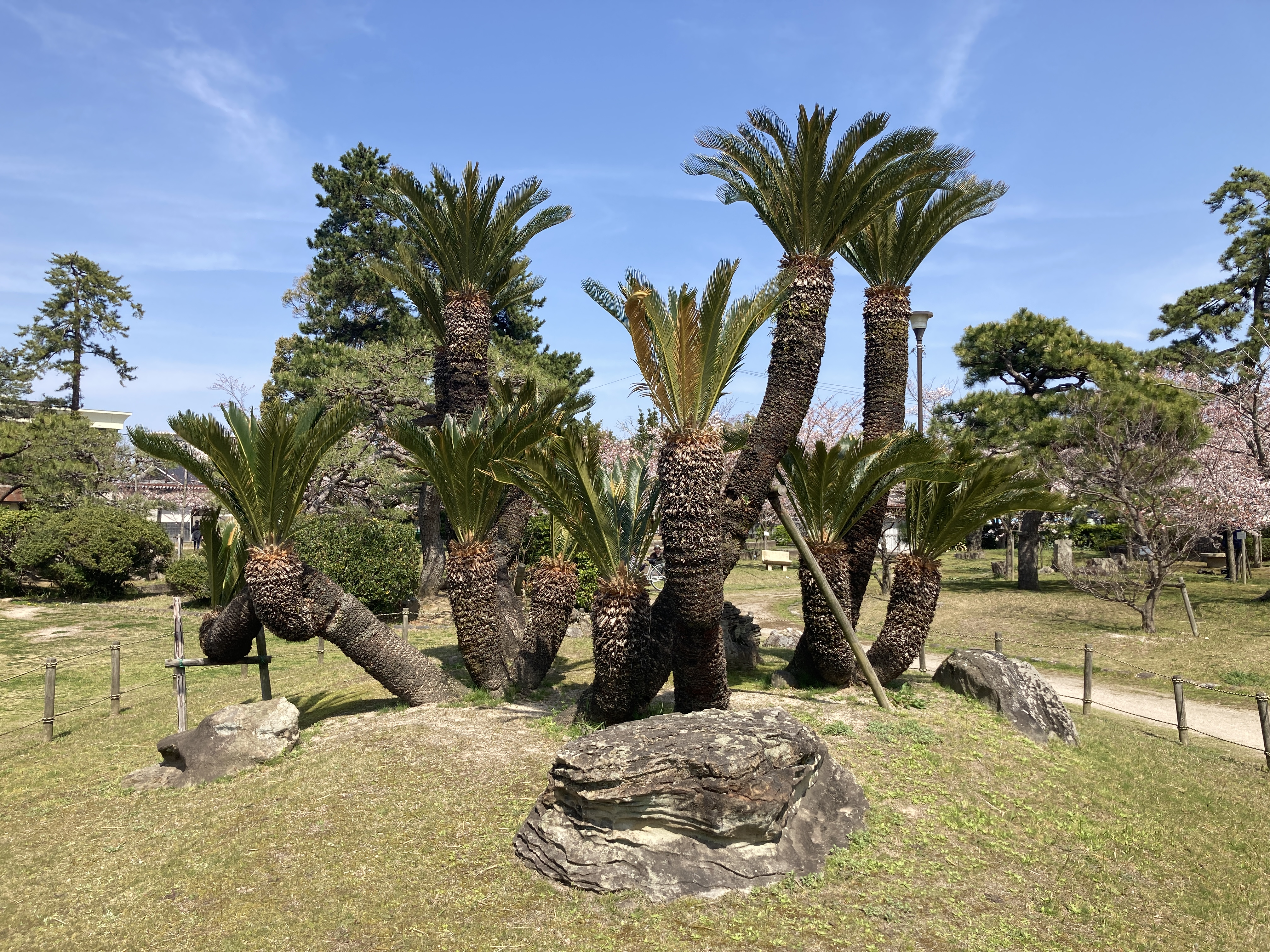
湊山公園の蘇鉄

清洞寺岩を中心として新しく日本庭園が設けられることとなり、海岸であった清洞寺岩付近に池を設けた。また松を50本植えた。池のほとりには鳳翔閣の前庭に植えられていたソテツが移植されている。池の水が入れ替わることがなかったために程なく水質汚濁が始まった。そのため昭和56年に米子ライオンズクラブ設立25周年事業として人工の滝と渓流を設置して水質改善を図った。

### 猿ヶ島
米子ライオンズクラブ設立30周年を記念して建設。米子市に寄付され、昭和61年11月9日に開園式が行われた。開園当初は岡山県真庭郡勝山町（現在の真庭市）にある神庭の滝から譲り受けた9頭の猿が飼われることとなり、当時の米子市には動物園やその類似施設がなかったため大変人気となった。2015年現在では35頭飼育されている。

### 遊具広場
滑り台などの遊具が多数設置してある広場である。遊具広場には、昭和50年に当時の国鉄米子鉄道管理局（現・JR西日本山陰支社）より借り受けた昭和48年3月1日に廃車となった国鉄D51形蒸気機関車195号が展示されている。このD51形蒸気機関車について、米子市はJR米子駅前のだんだん広場に移設する方針を2024年（令和6年）12月11日に発表した

### 桜の園
桜の若木を300本植えて桜の園として旧来の錦公園以上の桜の名所を作った。また、昭和51年には桜の園中央に桜の花を現した五角形の噴水池を設置し、その真ん中には入江甲製作の女性ブロンズ像を2基設置した。その後も桜を増やし、桜の木のオーナー制度も活用して多くの桜の木を植えている。毎年3月から4月の桜の季節に合わせて米子市観光協会が主催する米子桜まつりが開催されている。

### 錦海ボートコース・艇庫
鳥取県立米子艇庫と米子市営艇庫と鳥取大学医学部艇庫の3つが存在している。あらゆる年代のボート競技のトレーニング施設として活用されており、冨田千愛や福益敏などの五輪代表選手や全国大会上位入賞者を輩出している。錦海ボートコースは1000ｍのコースで、このコースで行われる市民レガッタは米子市における夏の名物イベントとなっている。

### 夕日記念碑・親水護岸
錦海八景の1つに「灘橋の夕日」があるように、この辺りは夕日が美しいことで知られており、県の「童謡・唱歌百景」の中で湊山公園から見た中海などが選ばれたのを機に、米子市が公園の景観整備に一環として平成5年3月8日に童謡「夕日」をモチーフにしたモニュメントが完成。日に4回、童謡のメロディーが流れるようになっている。平成6年3月から開始された「うるおい・緑・景観まちづくりモデル事業」の一環として階段式親水性護岸を整備し、平成7年12月に完成した。スロープを利用して車いすでも堤防に上がり、親水護岸まで行くことができる。また、階段式の護岸となっていることからボートコースのスタンドとしても活用されているほか、米子市で毎年開催される米子がいな祭の花火大会の観覧席として活用されている。